# Deutschlands Superhirn
Deutschlands Superhirn war eine Spielshow im ZDF. In ihr zeigten außergewöhnliche Menschen entweder spektakuläre Gedächtnisleistungen oder schnelles Denken in einem Gebiet ihrer Wahl. Sie versuchten damit die im Studio anwesenden Zuschauer für sich zu begeistern. Anschließend wählten diese unter allen Kandidaten, die ihre Aufgabe geschafft haben, den Gewinner. Er erhält 25.000 Euro Siegprämie.  Am 17. August 2013 fand eine Kids-Spezialausgabe statt, in der Kinder ihr Können zeigten. Alle Kinder erhielten bei dieser Ausgabe ein Geschenk, ganz unabhängig davon, ob sie gewonnen haben oder nicht.
Die Erstausstrahlung von Deutschlands Superhirn fand am 28. Dezember 2011 statt. Die ersten sechs Folgen (bis 2013) wurden von Jörg Pilawa moderiert. Von 9. Juni bis 15. September 2016 wurde das Format mit Steven Gätjen und der Gedächtnisexpertin und mehrfachen Gedächtnisweltmeisterin Christiane Stenger als Co-Moderatorin fortgesetzt. Als Kommentator fungierte Norbert König.

## Staffel 1 (2011–2013)

### Folge 1 (Am 28. Dezember 2011)
- Robin Wersig (29) aus Massen-Niederlausitz gewann, nachdem er blind ein Schachbrett via Rösselsprung mit 64 Zahlen hatte ausfüllen können, die die gleiche Zeilen- und Spaltensumme ergaben.
- Rebecca Fischer (14) vom Internatsgymnasium Schloss Torgelow konnte das komplette Fernstreckennetz der Deutschen Bahn und auch alle zugehörigen Bahnhöfe auswendig.
- Jan van Koningsveld (41) aus Emden konnte die Geschwindigkeit von Fahrzeugen nahezu exakt schätzen, scheiterte aber einmal.
- Jule Kupsch (11) aus Mülheim an der Ruhr konnte sich von 1000 Babys die Gesichter, die Namen und die Geburtsdaten merken.
- Jürgen Seliger (39) aus Kempten erkannte 101 Dalmatiner nur an einem kleinen Fellausschnitt.
- Konstantin Skudler (12) aus Berlin konnte sich 100 Bräute und Bräutigame in 100 Sekunden in der exakten Reihenfolge einprägen.
- Gerhard Wolters (48) aus Wichtrach in der Schweiz konnte bei einem Sinfonieorchester exakt heraushören, welche vier Musiker gerade nicht mitspielen.

### Folge 2 (Am 17. Mai 2012)
- Dave Janischak (16) von der Blindenstudienanstalt gewann, nachdem er mittels Echoortung Gegenstände ohne Berührung hatte erkennen können.
- Ernst Burmann (63), Pfarrer aus Elchingen bei Neu-Ulm, konnte seine Gemeindemitglieder am Fingerabdruck erkennen.
- Johann Palinkas (14) vom Internatsgymnasium Schloss Torgelow konnte nach einem einzelnen Vers eines Heinz-Erhardt-Gedichts dieses benennen und komplett rezitieren.
- Elena Lichte (17) aus Bonn, Geigerin, konnte von einer Kollegin gespielte Stücke an der Bewegung eines stilisierten Bogens erkennen.
- Nina Haarkötter (19) aus Mülheim an der Ruhr erkannte Länder der Erde nur an ihrem ertasteten Umriss.
- Thomas Egold (42) aus Königsdorf (Bayern) scheiterte beim Versuch, bei einem vorgelesenen Text die Anzahl der Buchstaben anzugeben.
- Heike Kauss (41) Hochheim am Main  scheiterte bei der Aufgabe, Zwillinge beim menschlichen Memory fehlerfrei zuzuordnen.

### Folge 3 (Am 22. September 2012)
- Lea Hinz (23) aus Berlin gewann, nachdem sie mit verbundenen Augen durch einen Irrgarten von Laserstrahlen turnte.
- Simon Reinhard, Gedächtniskünstler, konnte memorierte Begriffe blind in ein Kreuzworträtsel eintragen.
- Kirsten Granrath, Physiotherapeutin aus Düsseldorf, konnte ertastete Körper gesehenen zuzuordnen.
- Jürgen Stephan (44), Lucia Maralla (13) und Julia Wimmer (16) scheiterten beim Versuch, Lügner an Mikromimik zu erkennen, komplizierte Restaurantbestellungen zu rekonstruieren und ein Ei aus 300 wiederzufinden.

### Folge 4 (Am 27. Dezember 2012)
- Boris Konrad (28) aus München konnte sich nach kurzem Betrachten 99 Würfelaugenzahlen merken und gewann.
- Annalena Fischer (19) aus Prappach merkte sich 20 Rouletteeinsätze und bestimmte hieraus die Gewinne und Verluste.
- Jakob Eska (12) vom Internatsgymnasium Schloss Torgelow konnte 123 WM-Schachpartien erkennen und zu Ende spielen.
- Lara Hojer (22) aus Frechen kletterte eine 7 Meter hohe Route mit verbundenen Augen.
- Robert Lehmann (28) versuchte eine bestimmte Eisschnelllaufgeschwindigkeit exakt zu laufen.
- Christian Schäfer (20) aus Würzburg scheiterte beim Versuch, sich 40 Hand- und Fußpositionen von Artisten in einem Klettergerüst zu merken.
- Daniel Stricker (12) scheiterte bei einer Demonstration seines stereoskopen Sehens anhand zweier fast identischer Wände aus jeweils über 2.000 verdrehten Zauberwürfeln.

### Folge 5 (Am 27. April 2013)
- Rüdiger Gamm (41) aus Welzheim rezitierte in Sekundenschnelle Potenzen ohne Hilfsmittel und konnte die finale Zuschauerabstimmung für sich entscheiden.
- Lars Ramer (10) aus Maintal konnte digital aufgezeichnete Laufwege aller Spiele des FC Bayern München aus der Hinrunde der Spielsaison 2012/13 erkennen und Spieler, Spieltag, Gegner und Ergebnis wiedergeben.
- Danilo Marder (23) aus Berlin prägte sich einen Säulenparcours ein und überwand diesen mit verbundenen Augen abwechselnd auf Händen und Füßen.
- Kristina Marzi (24) aus Monheim am Rhein konnte anhand der Bewegungen eines Dirigenten 100 Filmmusiken erkennen.
- Chae Seung-Eun (56) aus Südkorea bzw. Eschweiler scheiterte beim Versuch, mit seinem Schwert ein Stück Tofu-Wurst mit einer bestimmten Grammzahl abzutrennen.

### Folge 6 (Kids-Spezialausgabe, am 17. August 2013)
- Sophia Leekes (12) aus Xanten gelang es, eine Zielscheibe, welche durch ein sich bewegendes Hindernis verdeckt wurde, zu treffen und gewann die Show.
- Jan-Hendrik Büscher (14) aus Schwerte prägte sich bei 100 Brettern einer Hängebrücke ein, ob sie beim Begehen einbrechen oder nicht und führte dann einen Prominenten über diese Brücke.
- Ben Lepetit (6) aus Chemnitz konnte rückwärts gespielte klassische Musikstücke erkennen.
- Lenny Diaz Eichstädt (11), Schwäbische Alb erkannte wieder aufgefaltete Origamifiguren anhand der Falten im Papier.
- Jonas Iordanidis (11) konnte anhand eines 10-sekündigen Ausschnitts von Die Drei ??? den jeweiligen Titel der Folge nennen.
- Jan Bittscheidt (14) aus Velbert schaffte es, einen Asterixband nur anhand eines kleinen Puzzleteils zu erkennen.

## Staffel 2 (2016)

### Folge 7 (Am 9. Juni 2016)
- Alisa Kellner (29) aus München memorierte 40 Farbcodes, während sie angeseilt die Fassade des Bonner Posttowers hinunterläuft, und gewann hiermit das anschließende Zuschauervoting.
- Aneska Heidemüller (15) und Max Kier (12) vom Internatsgymnasium Schloss Torgelow lösten gleichzeitig und blind drei Mastermind-Spiele mit jeweils maximal fünf Rateversuchen.
- Helge Rühs (38) aus Köln erkannte 50 verschiedene Tänze am Geräusch der Schritte.
- Gert Mittring (50) aus Bonn fand sieben Primzahlen in einer Zahlenmatrix mit 1.380 Positionen und ermittelte einen Kreuzungspunkt zwischen den Primzahlen.
- Johannes Mallow (35) aus Magdeburg memorierte von 100 Zuschauern die virtuellen Flugtickets und scheiterte an einer einzigen Information.

### Folge 8 (Am 23. Juni 2016)
- Fabienne Hesse (34) aus Köln erkannte 50 klassische Musikstücke an den Lippenbewegungen einer Opernsängerin.
- Johannes Zhou (20) aus Frankfurt am Main merkte den Inhalt aus 20 Koffern und errechnete gleichzeitig eine Zahlenkombination, um die Koffer zu öffnen und gewann die 25.000 €.
- Sarah Kramarz (10) aus Berlin kannte alle Wimbleon-Finalspiele der letzten 25 Jahre und scheiterte bei einem Fehler.
- Robert Fountain (46) aus Großbritannien zog die 113. Wurzel aus einer 1000-stelligen Zahl, von der er 500 Stelle sah und gleichzeitig 500 Stellen hörte.
- Melanie Höllein (22) aus Coburg merkte sich eine ganze Nachbarschaft in kürzester Zeit.

### Folge 9 (Am 8. September 2016)
- Boris Nikolai Konrad (32) aus München war zum zweiten Mal in dieser Sendung. Er scheiterte beim Versuch, sich 20 dreistellige Zahlen innerhalb von 20 Sekunden zu merken.
- Michal Perlinski (29) aus Bochum wusste alles über die 1244 Songs des Eurovision Song Contests seit 1956 und gewann die 25.000 €.
- Juliana Laenger (10) aus Merheim konnte die Tonhöhe von 48 mit Wasser gefüllten Gläsern benennen und anschließend denen Füllstand bestimmen.
- Lisa Rinne (28) aus Köln konnte sich einen zufällig vorgegebenen Weg durch 50 hängende Leitern einprägen und diesen und diesen dann Leiter für Leiter überqueren.
- Willem Bouman (76) aus Niederlande konnte durch Rückwärtsrechnen aus 90 zehnstelligen Zahlen die zwei Richtigen finden.

### Folge 10 (Am 15. September 2016)
- Dorothea Seitz (23) aus Kenzingen konnte sich in 100 Sekunden die Reihenfolge von 100 Menschen in Tracht, von denen circa 50 Frauen im Dirndl und circa 50 Männer in Lederhosen in einer Reihe stehen, merken und gewann die 25.000 €.
- Lennox Zimmermann (8) aus Bad Iburg konnte verschiedene Tricks und Sprünge mit dem BMX-Fahrrad nur an der Akustik von Bremsen, Aufsetzen der Räder/Achsen und Länge des Bikes in der Luft erkennen.
- Jürgen Seliger (44) aus Kempten war zum zweiten Mal in diese Sendung. Er kannte das weltweit größte Puzzle mit insgesamt 33.600 Puzzleteilen bis ins kleinste Detail.
- Jan Bentlage und Philipp Weyer scheiterten beim Versuch, sich den Zauberwürfel mit einer einzigartigen Teamleistung blind zu lösen.
- Christian Raczek aus Mannheim scheiterte beim Versuch, dem einmaligen Durchsehen von 3 Kartendecks sofort, welche Karten entfernt wurden, zu erkennen.

## Episodenliste
| Folgen   | Erstausstrahlung   | Gesamt    | Gesamt      | 14 bis 49 Jahre | 14 bis 49 Jahre |
| Folgen   | Erstausstrahlung   | Zuschauer | Marktanteil | Zuschauer       | Marktanteil     |
| -------- | ------------------ | --------- | ----------- | --------------- | --------------- |
| Folge 1  | 28. Dezember 2011  | 6,40 Mio. | 21,0 %      | 1,22 Mio.       | 10,2 %          |
| Folge 2  | 17. Mai 2012       | 5,53 Mio. | 19,4 %      | 0,96 Mio.       | 08,5 %          |
| Folge 3  | 22. September 2012 | 3,58 Mio. | 12,6 %      | 0,72 Mio.       | 06,2 %          |
| Folge 4  | 27. Dezember 2012  | 4,52 Mio. | 15,2 %      | 0,91 Mio.       | 08,2 %          |
| Folge 5  | 28. April 2013     | 4,47 Mio. | 14,7 %      | 0,84 Mio.       | 07,6 %          |
| Folge 6  | 17. August 2013    | 3,20 Mio. | 14,2 %      | 0,67 Mio.       | 08,1 %          |
| Folge 7  | 9. Juni 2016       | 2,03 Mio. | 07,5 %      | 0,38 Mio.       | 04,4 %          |
| Folge 8  | 23. Juni 2016      | 2,58 Mio. | 10,4 %      | 0,59 Mio.       | 07,2 %          |
| Folge 9  | 8. September 2016  | 2,58 Mio. | 09,6 %      | 0,52 Mio.       | 05,6 %          |
| Folge 10 | 15. September 2016 | 2,91 Mio. | 10,4 %      | 0,60 Mio.       | 06,2 %          |

## Kritik
Focus verglich die erste Sendung mit Wetten, dass..?: „Die Parallelen zum großen Wett-Format waren unübersehbar: Mehrere Kandidaten führen ihre enormen Merk-, Rechen-, Kombinatorik-Leistungen vor und konkurrieren damit um die Krone des Großhirnis unter den Spitzenbrainern.“ und bewertet sie folgendermaßen: „Dass die Veranstaltung neben aller Science-Zentrierung auch ausgesprochen unterhaltsam war, lag auch an der Detailverliebtheit von Pilawas Redaktion.“
Der Sieger der ersten Ausgabe Robin Wersig füllte blind ein Schachbrett via Rösselsprung mit 64 Zahlen aus, die die gleiche Zeilen- und Spaltensumme ergaben. Die Schwierigkeit der Aufgabe wurde aber von Kritikern wie Andreas Griewank im Spiegel als nicht außergewöhnlich angesehen.
Dem viertplatzierten Kandidaten der ersten Ausgabe warf die Presse Schummelei vor. Gerhard Wolters  aus Wichtrach in der Schweiz konnte bei einem Sinfonieorchester exakt heraushören, welche Musiker gerade nicht mitspielen. Dabei soll jedoch das Orchester unterschiedliche Versionen des Musikstückes gespielt und so die Zuschauer getäuscht haben. Die nicht mitspielenden Musiker wurden per Taktzahl (1. Geiger = anderer Ton im 1. Takt usw.) codiert.